# Kaukas

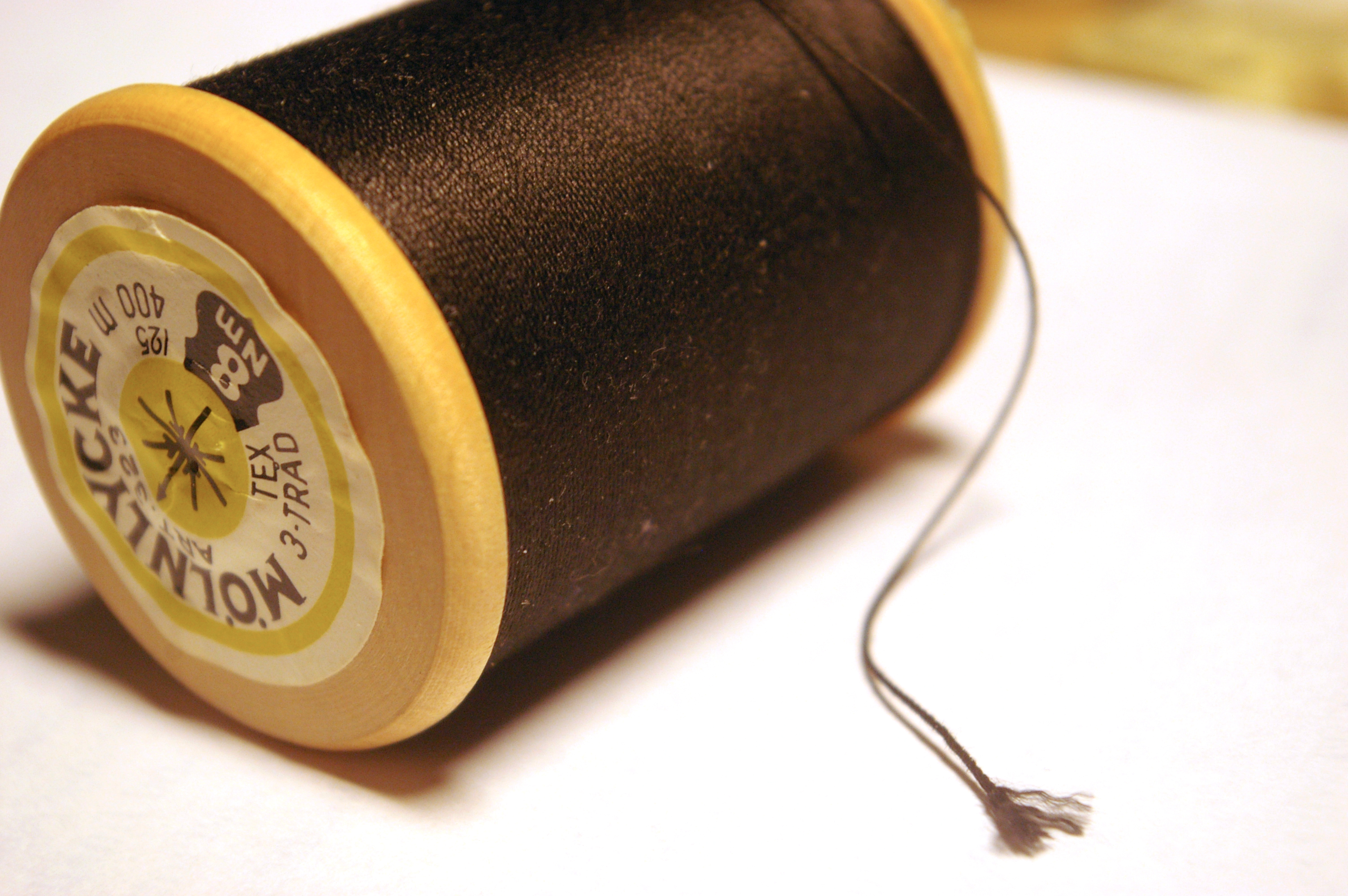
Kaukas grundades för att tillverka sytrådsrullar av björk

Oy Kaukas Ab är en massa- och pappersfabrik i Villmanstrand i Finland, som ägs av UPM-Kymmene Oy.

## Historik
Kaukas bruk grundades av Robert Björkenheim (1835–1878) med flera 1873 i Kaukas by vid Kervo å i Hyvinge kommun som en fabrik för tillverkning av sytrådrullar. År 1898 stängdes fabriken i Hyvinge och verksamheten flyttades till fabriksbyggnader i Villmanstrand, som ritats av Wäinö Palmqvist. År 1903 registrerades firman som aktiebolag. 
En första sultitfabrik blev färdig 1898 och en andra 1905, vilken byggdes ut 1912. Företaget blev då under en tid den största tillverkaren av sulfitmassa i Finland. År 1916 förvärvades den 1897 uppförda Kalimo kartongfabrik i Eno samt norskägda Oy T.&J. Salvesens sågverk i Saimen-regionen. År 1918 började produktion av sulfatmassa i en förvärvad massafabrik i Joutsa. 
I början av 1960-talet byggdes en ny sulfatmassafabrik, som blev klar 1964, och 1971 lades sulfitmassetillverkningen ned. Kaukas gjorde också sin första utlandsinvestering tillsammans med Kymmene Oy i den stora pappersfabriken Nordland Papier i Dörpen i norra Tyskland, som invigdes 1969. I Villmanstrand byggdes 1967–1971 en ny såganläggning.
Produktionen av trådrullar fortsatte till 1971, då Kaukas var det sista företag i världen som tillverkade sådana i trä.
Kaukas Oy slogs 1989 samman med Kymmene-Strömberg Oy

## Kaukas idag
Företaget är sedan 1996 dotterföretag till UPM-Kymmene Oy.
Kaukas bruk är idag en integrerad anläggningen med sulfatmassa– och tidskriftspapperstillverkning, sågverk samt produktion av dieselbränsle från tallolja. Dessutom har UPM-Kymmene ett forskningscentrum där. Det har en kapacitet på 740.000 årston av barrträd- och lövträbaserad råvara.